# László Lóránd
László Lóránd (také Laszlo Lorand) (23. března 1923, Győr, Maďarsko – 6. prosince 2018) byl americký biochemik maďarského původu.
Studoval na budapešťské univerzitě (Eötvös Loránd Tudományegyetem), po studiích pracoval v Biochemickém ústavu Alberta Szent-Györgyieho v Budapešti, kde jeho učitelem byl Koloman Laki. V roce 1949 započal s prací v Department of Biomolecular Structure W. T. Astburyho na Univerzitě v Leedsu. Společně s Lakim objasnil proces srážení krve, což je přivedlo k objevu faktoru XIII, dříve po nich označovaného jako faktor Laki-Lorandův. Od roku 1955 pracoval v USA.

## Výběr z bibliografie
- Lorand L. Crosslinks in blood: transglutaminase and beyond. „FASEB J”. 21. 8, ss. 1627-32 (2007). doi:10.1096/fj.07-0602ufm. PMID 17538029.
- Laki K, Lóránd L. On the Solubility of Fibrin Clots.. „Science”. 108. 2802, s. 280 (2007). doi:10.1126/science.108.2802.280. PMID 17842715.
- Lorand L, Laki K. A simple method for purifying an activator of prothrombin (antihemophilic factor?). „Biochim Biophys Acta”. 13. 3, ss. 448-9 (1954). PMID 13140359.